# Pierce Silver Arrow

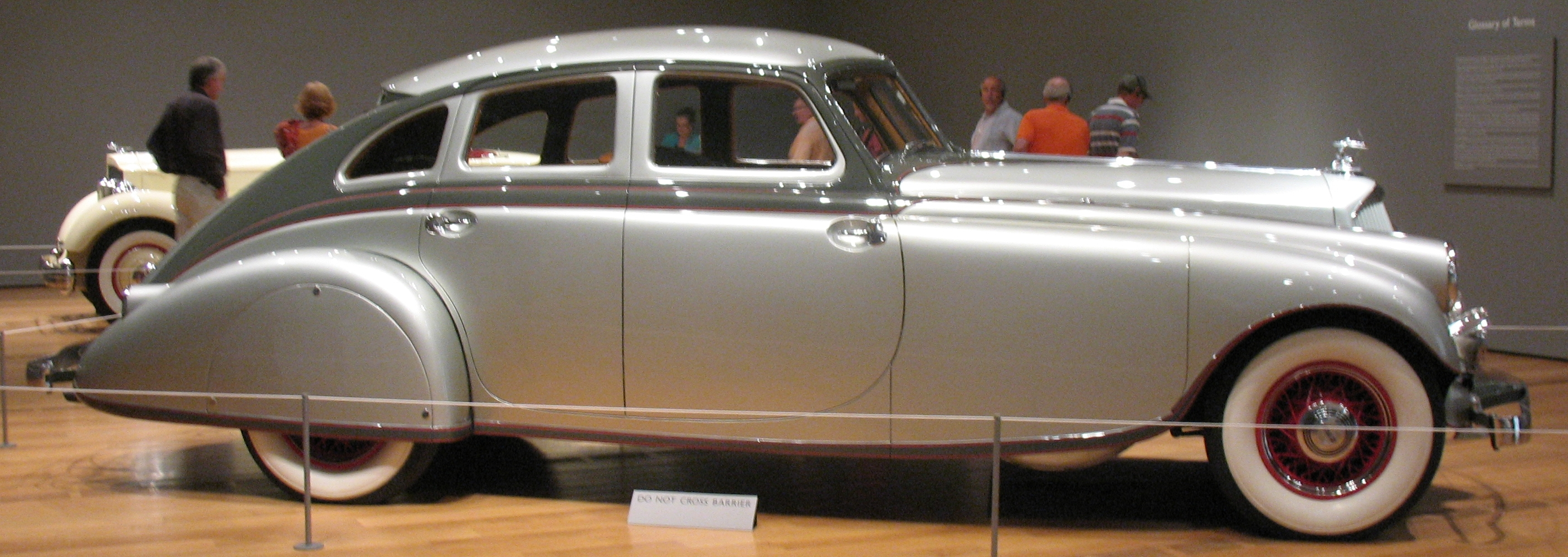
Pierce Silver Arrow. 1933

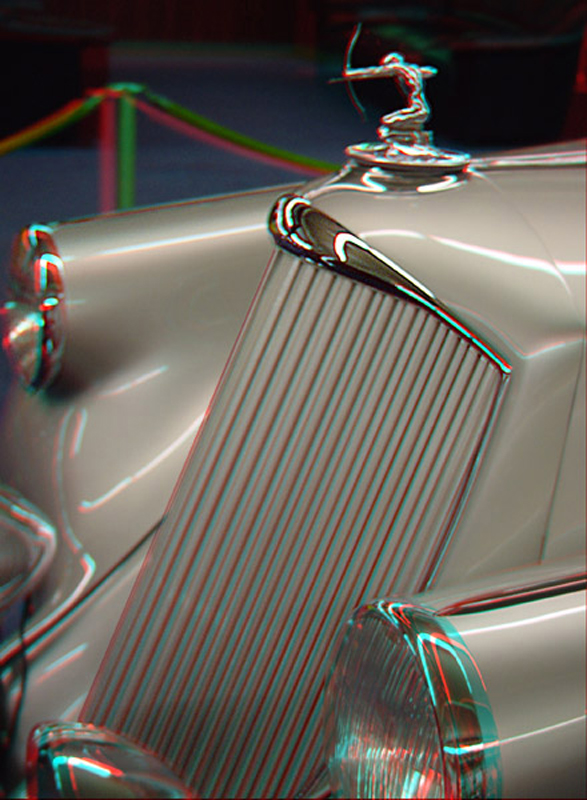
3D- зображення радіатору

Pierce Silver Arrow (укр. Пірс Срібна Стріла) на Нью-Йоркському автосалоні 1933 було презентовано концепт-кар компанії Pierce-Arrow, розроблений впродовж трьох місяців Філіпом О. Райтом (англ. Philip O. Wright) і Джеймсом Р. Хьюзом (англ. James R. Hughes). У пресі вигляд концепту охарактеризували фразою ""Це дає вам в 1933 році автомобіль 1940».

## Історія
Задля покращення стану компанії Pierce-Arrow новий менеджер з продажів Рой Фолкнер сприяв розробці нового кузова Pierce Silver Arrow на шасі старої моделі 1236, яке випробували в аеродинамічній трубі. Модель мала модерний аеродинамічний дизайн чотиридверного кузова лімузин-купе, запасні колеса приховані позаду передніх, мотор V-12 об'ємом 7,5 л і потужністю 175 к.с. з широким розвалом блоків циліндрів у 80°, 3-ступінчастій коробці передач розвивала швидкість 185 км/год при масі 2314 кг. Кузов мав обтічну форму передньої частини з інтегрованими у крила фарами, відсутніми бічними сходинками, понтонні задні крила з конічним задом та вузькою щілиною заднього скла.
Було збудовано п'ять прототипів вартістю 10.000 доларів, що різнились від представленого концепту в сторону спрощення конструкції. Поява концепту ненадовго сприяла зростанню продажів авто Pierce-Arrow і до кінця року компанія втратила 300-400 відсотків замовлень.
Через Велику депресію модель мала незначний попит. Через фінансові проблеми компанію Pierce-Arrow купила компанія Studebaker (1928), яка пробувала уніфікувати виробництво на своїх підприємствах. Pierce-Arrow вдалось дещо скоротити витрати, але 1933 Studebaker дійшла до фінансового краху. Зрештою 1938 довелось зупинити виробництво авто Pierce-Arrow. До нашого часу дійшло 3 машини.
Автомобіль фігурує у грі Mafia: The City of Lost Heaven під назвою Silver Fletcher

## Технічні дані Pierce Silver Arrow
Маса :  || 2314 кг 

|                    |                            |
| Розміри            | Параметри                  |
| Роки випуску:      | 1933-1938                  |
| Мотор              | V-12, розвал 80°           |
| Потужність мотора: | 175 к.с.                   |
| Об'єм мотора       | 7,5 л                      |
| Трансмісія:        | КП 3-ступінчаста механічна |
| Швидкість:         | 185 км/год.                |